# Ira Waddell Clokey
Ira Waddell Clokey (1878 - 1950) va ser un botànic nord-americà. Va assistir a la Universitat d'Illinois i a la d'Harvard, graduant-se allí el 1903 amb un B.sc. en enginyeria de mines. Més tard va rebre el seu M.sc. en patologia vegetal a la Universitat Estatal d'Iowa l'any 1921.

## Algunes publicacions
- 1951†. Flora of the Charleston Mountains, Clark County, Nevada[1]

## Honors
Epònims
- Castilleja clokeyi Pennell, 1938 sin. Castilleja applegatei subsp. martinii (Abrams) T.I.Chuang & Heckard, 1992
- Cirsium clokeyi S.F.Blake, 1938
- Erigeron clokeyi Cronquist, 1947
- Gilia clokeyi H.Mason, 1942
- Lupinus clokeyanus C.P.Sm., 1944 sin. Lupinus argenteus var. palmeri (S.Watson) Barneby, 1986
- Mertensia clokeyiOsterh., 1919